# Пендлтон (округ, Кентуккі)
Шаблон:StateAbbr_ 38°41′ пн. ш. 84°22′ зх. д. / 38.69° пн. ш. 84.36° зх. д.
Округ Пендлтон (англ. Pendleton County) — округ (графство) у штаті Кентуккі, США. Ідентифікатор округу 21191.

## Історія
Округ утворений 1798 року.

## Демографія
За даними перепису 2000 року загальне населення округу становило 14390 осіб, усе сільське.Серед мешканців округу чоловіків було 7206, а жінок — 7184. В окрузі було 5170 домогосподарств, 3971 родина, які мешкали в 5756 будинках. Середній розмір родини становив 3,14.
Віковий розподіл населення поданий у таблиці:
| Стать    | До 15 років | 15-21 | 22-29 | 30-39 | 40-49 | 50-65 | 65-85 | Понад 85 |
| -------- | ----------- | ----- | ----- | ----- | ----- | ----- | ----- | -------- |
| Чоловіки | 1767        | 730   | 732   | 1176  | 1079  | 1083  | 578   | 61       |
| Жінки    | 1638        | 684   | 717   | 1140  | 1047  | 1095  | 754   | 109      |

## Суміжні округи
- Кемпбелл — північ
- Клермонт, Огайо — північний схід
- Бракен — схід
- Гаррісон — південь
- Грант — захід
- Кентон — північний захід

## Виноски
1. ↑  U.S. Decennial Census. United States Census Bureau. Процитовано 19 серпня 2014.
2. ↑  Historical Census Browser. University of Virginia Library. Архів оригіналу за 11 серпня 2012. Процитовано 19 серпня 2014.
3. ↑  Population of Counties by Decennial Census: 1900 to 1990. United States Census Bureau. Процитовано 19 серпня 2014.
4. ↑  Census 2000 PHC-T-4. Ranking Tables for Counties: 1990 and 2000 (PDF). United States Census Bureau. Процитовано 19 серпня 2014.
5. ↑  State & County QuickFacts. United States Census Bureau. Архів оригіналу за 7 червня 2011. Процитовано 6 березня 2014.(англ.) Наведено за англійською вікіпедією.
6. ↑  American FactFinder. Бюро перепису населення США. Архів оригіналу за 26 лютого 2012. Процитовано 31 січня 2008.

| США | Це незавершена стаття з географії США. Ви можете допомогти проєкту, виправивши або дописавши її. |